# Megaceras septentrionis
Megaceras septentrionis är en skalbaggsart som beskrevs av Bates 1888. Megaceras septentrionis ingår i släktet Megaceras och familjen Dynastidae. Utöver nominatformen finns också underarten M. s. angusticollis.